# Julian Błażowski
Julian Błażowski herbu Sas baron (ur. 31 lipca 1852 w Nowosiółce, zm. XX w.) – ziemianin, prawnik, polityk konserwatywny i poseł do austriackiej Rady Państwa.

## Życiorys
Ukończył gimnazjum we Lwowie i studia prawnicze na Uniwersytecie Lwowskim.
Ziemianin, właściciel dóbr Czeremchów i Szwejków w powiecie podhajeckim. Członek Wydziału Okręgowego w Podhajcach Galicyjskiego Towarzystwa Kredytowego Ziemskiego (1893-1910). Członek oddziału brzeżańsko-podhajeckiego Galicyjskiego Towarzystwa Gospodarskiego we Lwowie (1895-1905).
Z poglądów konserwatysta, uczestniczył żywo w życiu publicznym ówczesnej Galicji. W latach 1882–1914 z grupy większych posiadłości członek Rady Powiatowej w Podhajcach. W latach 1882–1885 i 1891-1895 członek, wiceprezes (1896-1912), a w latach 1913-1914 prezes Wydziału Powiatowego w Podhajcach. Członek Szkolnej Rady Okręgowej w Podhajcach (1892-1898). Poseł do austriackiej Rady Państwa IX kadencji (27 marca 1897 – 7 września 1900) i X kadencji (31 stycznia 1901 – 30 stycznia 1907) wybierany w kurii I (większej własności ziemskiej) w okręgu wyborczym nr 14 (Brzeżany, Przemyślany, Podhajce). Członek Koła Polskiego w Wiedniu, należał do grupy posłów konserwatywnych.

## Rodzina i życie prywatne
Urodził się w rodzinie ziemiańskiej, był synem Krzysztofa (1807-1888) i Florentyna z Kozickich. Jego braćmi byli Edward (1844–1883), Mieczysław (1846–1884) i Marian (1855-1913), a siostrami Wanda od 1880 Niezabitowska i Maria. Ożenił się z Emilią z Kozickich (córka Juliusza, wnuczka Elżbiety Wolańskiej), z którą miał dwóch synów: Mariana (ur. 1885) i Krzysztofa (ur. 1887).